# Nottuln
Nottuln là một đô thị ở huyện Coesfeld trong bang Nordrhein-Westfalen, Đức.

## Geography
Nottuln tọa lạc in the Baumberge, khoảng 20 km về phía tây của Münster.

## Các đô thị giáp ranh
- Billerbeck
- Havixbeck
- Senden, North Rhine-Westphalia
- Dülmen
- Coesfeld

## Các đơn vị dân cư
- Nottuln
- Appelhülsen
- Schapdetten
- Darup